# Halkida
Halkida (grčki: Χαλκίδα, Halkída), prije zvana Halkis (katharevusa: Χαλκίς, Halkís), jest najveći grad na grčkome otoku Eubeji i sjedište istoimene prefekture Eubeja.
Grad se smjestio na najužem dijelu tjesnaca Evripos.

## Povijest

### Halkida u antici
Prvi zapisi o Halkidi, tadašnjem Halkisu nalaze se u Ilijadi gdje se 
spominjenje kao rival susjednom otočkom gradu Eretriji. Arheološkim iskapanjima iz 1910. iskopane su mikenske grobnice na lokalitetima Tripa i Vromosa.
Tijekom VIII i VII st.  pr. Kr. kolonisti iz Halkisa osnovali su trinaest kolonija na poluotoku Halkidiki i nekoliko važnih gradova na Siciliji
Proizvodi Halkisa ( keramika, metalni predmeti)  mogli su se naći po cijelom Sredozemlju.
Uz pomoć svojih saveznika Halkis je osnovao savez protiv svojeg riavlskog grada
Eretrije u takozvanom Lelantinskom ratu, u kojem je osvojio najbolju otočku zemlju i tako postao najmoćniji otočki grad.
Na početku VI st. pr. Kr. razvoj grada je stao zbog razornog rata s Atenom, koja je raselila lokalnu vladajuću aristokraciju i naselila svoje ljude. Odmah nakon toga Halkis je postao član Delskog saveza. 
U helenističkom razdoblju Halkis je bio značajna utvrda preko koje su makedonski vladari kontrolirali središnju Grčku. Halkis je poslužio kraljevima Antiohu III. Sirijskom (192. pr. Kr.) i Mitradu VI. Pontskom (88. pr. Kr.) kao polazišno uporište za invaziju na Grčku.

### Pod rimskom vlašću
Pod rimskom vlašću, Halkis se nastavio razvijati i to je trajalo sve do VI st. n. e., tad se vratila njegova uloga moćne utvrde za zaštitu središnje Grčke od prodora sa sjevera.
Od 1209. godine Halkis je pod mletačkom vlašću, a od 1470. godine potpao je pod vlast Otomanskog carstva koja je u Halkidi smjestilo pašu. Utvrda Halkida izdržala je 1688. godine snažni mletački napad i opsadu.

### Halkida u novom dobu
Moderni grad Halkida počeo se ubrzano razvijati nakon izgradnje željezničke pruge do Atene i Pireja 1904. Na početku XX st. grad je imao još jasno vidljiva dva dijela grada, stari dio okružen gradskim zidinama uz tjesnac Evripos, zvan Castro (Utvrda ili Kara-Baba "Crni tata" na turskom), gdje su mahom obitavali Židovi i Turci. I novi moderni dio grada građen van zidina u kojem su se većinom nastanjivali Grci. 
Dobar dio gradskih zidina, kao i dosta kuća srušen je za potresa 1894. godine. Dio kuća porušen je radi proširivanja Evriposa.
Najljepši i najznačajniji objekti u gradu su crkva Sv. Paraskeva ( građena pod venecijanskim utjecajem na temeljima bizantske crkve) i stara gradska vijećnica građena u neoklasicističkom stilu krajem XIX st.
Od 1899. godine Halkida je sjedište prefekture Eubeja.
Na početku XXI st.  Halkida s okolnim naseljima ima već gotovo 100 000 stanovnika. Od nekad velike židovske zajednice u Halkidi ostalo je vrlo malo, jer je dobar dio nastradao za holokausta.

### Mostovi Halkide
Danas je Halkida a i čitav otok Eubeja povezana s dva mosta preko tjesnaca Evripos. Stariji most je pokretni i izgrađen je na najužem dijelu kanala u centru grada, a noviji je viseći most izvan grada.
Prvi most preko Evriposa izgrađen je još 411. pr. Kr. tadašnjim drvenim mostom. U vrijeme Justinijana most je promijenjen u pokretni, da bi mogao propuštati veće brodove.
Turci su negdje oko 1453. godine promijenili konstrukciju mosta u statični most, taj je ponovno izmijenjen u željezni pokretni 1896. godine, a on je moderniziran 1962. u današnji oblik. Novi viseći most izvan grada izgrađen je 1993. godine.

## Rast stanovništva posljednjih desetljeća
| Godina | Stanovništvo općine | Promjene       | Šire stanovništvo grada |
| ------ | ------------------- | -------------- | ----------------------- |
| 1981   | 44,847              | -              | -                       |
| 1991   | 51,646              | +6,799/+15.16% | 60,646                  |
| 2001   | 53,584              | +1,938/+3.75%  |                         |

## Poznati sugrađani
- Aristotel (384-322 pr. Kr.) antički filozof proživio je posljednju godinu svog života u Halkidi (323-322 pr. Kr.)

## Vanjske poveznice
- Fotografije iz Halkide
- Službene stranice grada